# Peltastes peltatus
Peltastes peltatus är en oleanderväxtart som först beskrevs av José Mariano da Conceição Vellozo och som fick sitt nu gällande namn av Robert Everard Woodson.
Peltastes peltatus ingår i släktet Peltastes och familjen oleanderväxter. Inga underarter finns listade i Catalogue of Life.